# Linia kolejowa nr 633
Linia kolejowa nr 633 – pierwszorzędna, jednotorowa, zelektryfikowana linia kolejowa znaczenia państwowego łącząca rozjazd nr 101 z rozjazdem nr 102 na posterunku odgałęźnym Chabówka Południe.
Linia umożliwia przejazdów pociągów z Krakowa i Suchej Beskidzkiej w kierunku stacji Zakopane bez konieczności zmiany czoła na stacji Chabówka.